# Marko Asmer
Marko Asmer (Tallinn, 1984. július 30. –) észt autóversenyző.
Pályafutása alatt az együléses junior-kategóriák között jelentős bajnoki címet szerzett a Brit Formula–3-ban. Ezen kívül Asmer az első észt Formula–1-es tesztpilóta, és már 2003-ban kipróbálta a Williams-BMW egyik autóját, utána két futam erejéig versenyzett a Brit Formula–Fordban. Marko apja, Toivo egy korábbi autóversenyző, aki észt körzeti ügyi miniszter volt 1999 és 2003 között.

## Versenyzői pályafutása
Asmer 2003-ban mutatkozott be a Brit Formula–Fordban a JLR csapatnál. Hat pontot szerzett, majd a Formula–Ford fesztiválon a 2. helyen ért célba. Ezen kívül részt vett a 2003-as Formula-Renault V6-kupában, a továbbiakban pedig indult a Formula–3-ban a brit és a japán versenyeken. 2004-ben debütált a Brit Formula–3-ban a HiTech Racinggel, közben 2006-ban elköltözött Japánba, azóta ott is maradt a csapatával egy évig. Bajnoki címének története, hogy visszatért 2007-ben a Brit Formula–3-ba, ő vezetett a legtöbb ponttal az évad során, és ezt az előnyt meg is őrizte három futamon át. Részt vett a Japán Formula–3-ban beugróként fél évig a Three Bond Racinggel 2006-ban és 2007-ben, a későbbiekben kötelezően Angliában versenyzett. 2008-ban a Formula–3-ban indul, illetve a BMW Formula–1-es csapata leszerződtette második tesztpilótának Christian Klien mellé.

## Külső hivatkozások
- Marko Asmer hivatalos honlapja